# 輝煌蜂鳥
是哥斯达黎加和巴拿马特有的一種蜂鸟。它栖息在茂密的森林边缘、咖啡种植园，有时也栖息在海拔900—2,000米（3,000—6,600英尺） 的地方。包括喙在內，該物種只有6.5—8 cm（2.6—3.1英寸）长。雄鸟重2 g（0.071 oz），雌鸟2.3 g（0.081 oz），嘴峰长约14.1毫米，喙宽度约1.5毫米，喙厚度约1.5毫米，跗蹠长约3.4毫米，尾长约24毫米。。輝煌蜂鳥是现存最小的鸟类之一，它比吸蜜蜂鳥稍大一些。
辉煌蜂鸟在其分布区内为留鸟，其栖息在半开放的人工改造的环境中，食性为草食性，主要食物来源是植物的花蜜。
辉煌蜂鸟分布于哥斯达黎加和巴拿马西部的湿润山地森林。该物种是单型物种，没有亚种分化。